# 10e étape du Tour d'Espagne 2022
Pour un article plus général, voir Tour d'Espagne 2022.
La 10e étape du Tour d'Espagne 2022 se déroule le mardi 30 août 2022 en contre-la-montre individuel d'Elche à Alicante (Communauté valencienne), sur une distance de 30,9 km.

## Parcours
Profil plat pour cette étape disputée contre-la-montre dont une dizaine de kilomètres longent la Mer Méditerranée. Possibilité de rafales de vent.

## Déroulement de la course
Le Français Rémi Cavagna (Quick-Step Alpha Vinyl) a longtemps possédé le meilleur temps, avant d'être détrôné par Primož Roglič (Jumbo-Visma) puis, un instant plus tard, par son coéquipier Remco Evenepoel qui signe aussi les meilleurs temps intermédiaires de ce chrono avec une avance de 21 secondes au premier poste intermédiaire et 36 secondes au deuxième poste. Il s'agit de la première victoire d'Evenepoel sur une étape d'un Grand tour.

## Résultats

### Classement de l'étape
| \| Classement de l'étape \| Classement de l'étape \| Classement de l'étape \| Classement de l'étape \| Classement de l'étape \| \| Coureur \| Coureur \| Pays \| Équipe \| Temps \| \| --------------------- \| --------------------- \| --------------------- \| ---------------------- \| --------------------- \| \| 1er \| Remco Evenepoel \| Belgique \| Quick-Step Alpha Vinyl \| 33 min 18 s \| \| 2e \| Primož Roglič \| Slovénie \| Jumbo-Visma \| + 48 s \| \| 3e \| Rémi Cavagna \| France \| Quick-Step Alpha Vinyl \| + 1 min 00 s \| \| 4e \| Carlos Rodríguez \| Espagne \| Ineos Grenadiers \| + 1 min 22 s \| \| 5e \| Pavel Sivakov \| France \| Ineos Grenadiers \| + 1 min 27 s \| \| 6e \| Lawson Craddock \| États-Unis \| BikeExchange-Jayco \| + 1 min 37 s \| \| 7e \| Simon Yates \| Royaume-Uni \| BikeExchange-Jayco \| + 1 min 42 s \| \| 8e \| Tao Geoghegan Hart \| Royaume-Uni \| Ineos Grenadiers \| + 1 min 46 s \| \| 9e \| Miguel Ángel López \| Colombie \| Astana Qazaqstan Team \| + 1 min 47 s \| \| 10e \| Enric Mas \| Espagne \| Movistar Team \| + 1 min 51 s \| |                    |             |                        |              |
| |                    |             |                        |              |
| Source : ProCyclingStats |                    |             |                        |              |
| Classement de l'étape |                    |             |                        |              |
| Coureur | Coureur            | Pays        | Équipe                 | Temps        |
| 1er | Remco Evenepoel    | Belgique    | Quick-Step Alpha Vinyl | 33 min 18 s  |
| 2e | Primož Roglič      | Slovénie    | Jumbo-Visma            | + 48 s       |
| 3e | Rémi Cavagna       | France      | Quick-Step Alpha Vinyl | + 1 min 00 s |
| 4e | Carlos Rodríguez   | Espagne     | Ineos Grenadiers       | + 1 min 22 s |
| 5e | Pavel Sivakov      | France      | Ineos Grenadiers       | + 1 min 27 s |
| 6e | Lawson Craddock    | États-Unis  | BikeExchange-Jayco     | + 1 min 37 s |
| 7e | Simon Yates        | Royaume-Uni | BikeExchange-Jayco     | + 1 min 42 s |
| 8e | Tao Geoghegan Hart | Royaume-Uni | Ineos Grenadiers       | + 1 min 46 s |
| 9e | Miguel Ángel López | Colombie    | Astana Qazaqstan Team  | + 1 min 47 s |
| 10e | Enric Mas          | Espagne     | Movistar Team          | + 1 min 51 s |

## Classements à l'issue de l'étape

### Classement général
| \| Classement général \| Classement général \| Classement général \| Classement général \| Classement général \| \| Coureur \| Coureur \| Pays \| Équipe \| Temps \| \| ------------------ \| ------------------ \| ------------------ \| ---------------------- \| ------------------ \| \| 1er \| Remco Evenepoel \| Belgique \| Quick-Step Alpha Vinyl \| 34 h 35 min 50 s \| \| 2e \| Primož Roglič \| Slovénie \| Jumbo-Visma \| + 2 min 41 s \| \| 3e \| Enric Mas \| Espagne \| Movistar Team \| + 3 min 03 s \| \| 4e \| Carlos Rodríguez \| Espagne \| Ineos Grenadiers \| + 3 min 55 s \| \| 5e \| Simon Yates \| Royaume-Uni \| BikeExchange-Jayco \| + 4 min 50 s \| \| 6e \| Juan Ayuso \| Espagne \| UAE Team Emirates \| + 4 min 53 s \| \| 7e \| João Almeida \| Portugal \| UAE Team Emirates \| + 6 min 45 s \| \| 8e \| Miguel Ángel López \| Colombie \| Astana Qazaqstan Team \| + 6 min 50 s \| \| 9e \| Pavel Sivakov \| France \| Ineos Grenadiers \| + 7 min 06 s \| \| 10e \| Tao Geoghegan Hart \| Royaume-Uni \| Ineos Grenadiers \| + 7 min 37 s \| |                    |             |                        |                  |
| |                    |             |                        |                  |
| Source : ProCyclingStats |                    |             |                        |                  |
| Classement général |                    |             |                        |                  |
| Coureur | Coureur            | Pays        | Équipe                 | Temps            |
| 1er | Remco Evenepoel    | Belgique    | Quick-Step Alpha Vinyl | 34 h 35 min 50 s |
| 2e | Primož Roglič      | Slovénie    | Jumbo-Visma            | + 2 min 41 s     |
| 3e | Enric Mas          | Espagne     | Movistar Team          | + 3 min 03 s     |
| 4e | Carlos Rodríguez   | Espagne     | Ineos Grenadiers       | + 3 min 55 s     |
| 5e | Simon Yates        | Royaume-Uni | BikeExchange-Jayco     | + 4 min 50 s     |
| 6e | Juan Ayuso         | Espagne     | UAE Team Emirates      | + 4 min 53 s     |
| 7e | João Almeida       | Portugal    | UAE Team Emirates      | + 6 min 45 s     |
| 8e | Miguel Ángel López | Colombie    | Astana Qazaqstan Team  | + 6 min 50 s     |
| 9e | Pavel Sivakov      | France      | Ineos Grenadiers       | + 7 min 06 s     |
| 10e | Tao Geoghegan Hart | Royaume-Uni | Ineos Grenadiers       | + 7 min 37 s     |

| Classement par points | Classement par points | Classement par points | Classement par points  | Classement par points |
| Coureur               | Coureur               | Pays                  | Équipe                 | Points                |
| --------------------- | --------------------- | --------------------- | ---------------------- | --------------------- |
| 1er                   | Mads Pedersen         | Danemark              | Trek-Segafredo         | 147 pts               |
| 2e                    | Remco Evenepoel       | Belgique              | Quick-Step Alpha Vinyl | 85 pts                |
| 3e                    | Marc Soler            | Espagne               | UAE Team Emirates      | 81 pts                |
| 4e                    | Primož Roglič         | Slovénie              | Jumbo-Visma            | 73 pts                |
| 5e                    | Fred Wright           | Royaume-Uni           | Bahrain Victorious     | 67 pts                |
| 6e                    | Samuele Battistella   | Italie                | Astana Qazaqstan Team  | 67 pts                |
| 7e                    | Enric Mas             | Espagne               | Movistar Team          | 61 pts                |
| 8e                    | Daniel McLay          | Royaume-Uni           | Arkéa-Samsic           | 41 pts                |
| 9e                    | Jay Vine              | Australie             | Alpecin-Deceuninck     | 40 pts                |
| 10e                   | Jesús Herrada         | Espagne               | Cofidis                | 40 pts                |

| Classement par points | Classement par points | Classement par points | Classement par points  | Classement par points |
| Coureur               | Coureur               | Pays                  | Équipe                 | Points                |
| --------------------- | --------------------- | --------------------- | ---------------------- | --------------------- |
| 1er                   | Mads Pedersen         | Danemark              | Trek-Segafredo         | 147 pts               |
| 2e                    | Remco Evenepoel       | Belgique              | Quick-Step Alpha Vinyl | 85 pts                |
| 3e                    | Marc Soler            | Espagne               | UAE Team Emirates      | 81 pts                |
| 4e                    | Primož Roglič         | Slovénie              | Jumbo-Visma            | 73 pts                |
| 5e                    | Fred Wright           | Royaume-Uni           | Bahrain Victorious     | 67 pts                |
| 6e                    | Samuele Battistella   | Italie                | Astana Qazaqstan Team  | 67 pts                |
| 7e                    | Enric Mas             | Espagne               | Movistar Team          | 61 pts                |
| 8e                    | Daniel McLay          | Royaume-Uni           | Arkéa-Samsic           | 41 pts                |
| 9e                    | Jay Vine              | Australie             | Alpecin-Deceuninck     | 40 pts                |
| 10e                   | Jesús Herrada         | Espagne               | Cofidis                | 40 pts                |

| Classement de la montagne | Classement de la montagne | Classement de la montagne | Classement de la montagne          | Classement de la montagne |
| Coureur                   | Coureur                   | Pays                      | Équipe                             | Points                    |
| ------------------------- | ------------------------- | ------------------------- | ---------------------------------- | ------------------------- |
| 1er                       | Jay Vine                  | Australie                 | Alpecin-Deceuninck                 | 40 pts                    |
| 2e                        | Robert Stannard           | Australie                 | Alpecin-Deceuninck                 | 21 pts                    |
| 3e                        | Jimmy Janssens            | Belgique                  | Alpecin-Deceuninck                 | 17 pts                    |
| 4e                        | Marc Soler                | Espagne                   | UAE Team Emirates                  | 16 pts                    |
| 5e                        | Thibaut Pinot             | France                    | Groupama-FDJ                       | 12 pts                    |
| 6e                        | Rubén Fernández           | Espagne                   | Cofidis                            | 11 pts                    |
| 7e                        | Louis Meintjes            | Afrique du Sud            | Intermarché-Wanty-Gobert Matériaux | 10 pts                    |
| 8e                        | Mark Padun                | Ukraine                   | EF Education-EasyPost              | 10 pts                    |
| 9e                        | Jesús Herrada             | Espagne                   | Cofidis                            | 10 pts                    |
| 10e                       | Remco Evenepoel           | Belgique                  | Quick-Step Alpha Vinyl             | 9 pts                     |

| Classement de la montagne | Classement de la montagne | Classement de la montagne | Classement de la montagne          | Classement de la montagne |
| Coureur                   | Coureur                   | Pays                      | Équipe                             | Points                    |
| ------------------------- | ------------------------- | ------------------------- | ---------------------------------- | ------------------------- |
| 1er                       | Jay Vine                  | Australie                 | Alpecin-Deceuninck                 | 40 pts                    |
| 2e                        | Robert Stannard           | Australie                 | Alpecin-Deceuninck                 | 21 pts                    |
| 3e                        | Jimmy Janssens            | Belgique                  | Alpecin-Deceuninck                 | 17 pts                    |
| 4e                        | Marc Soler                | Espagne                   | UAE Team Emirates                  | 16 pts                    |
| 5e                        | Thibaut Pinot             | France                    | Groupama-FDJ                       | 12 pts                    |
| 6e                        | Rubén Fernández           | Espagne                   | Cofidis                            | 11 pts                    |
| 7e                        | Louis Meintjes            | Afrique du Sud            | Intermarché-Wanty-Gobert Matériaux | 10 pts                    |
| 8e                        | Mark Padun                | Ukraine                   | EF Education-EasyPost              | 10 pts                    |
| 9e                        | Jesús Herrada             | Espagne                   | Cofidis                            | 10 pts                    |
| 10e                       | Remco Evenepoel           | Belgique                  | Quick-Step Alpha Vinyl             | 9 pts                     |

| Classement du meilleur jeune | Classement du meilleur jeune | Classement du meilleur jeune | Classement du meilleur jeune | Classement du meilleur jeune |
| Coureur                      | Coureur                      | Pays                         | Équipe                       | Temps                        |
| ---------------------------- | ---------------------------- | ---------------------------- | ---------------------------- | ---------------------------- |
| 1er                          | Remco Evenepoel              | Belgique                     | Quick-Step Alpha Vinyl       | 34 h 35 min 50 s             |
| 2e                           | Carlos Rodríguez             | Espagne                      | Ineos Grenadiers             | + 3 min 55 s                 |
| 3e                           | Juan Ayuso                   | Espagne                      | UAE Team Emirates            | + 4 min 53 s                 |
| 4e                           | João Almeida                 | Portugal                     | UAE Team Emirates            | + 6 min 45 s                 |
| 5e                           | Pavel Sivakov                | France                       | Ineos Grenadiers             | + 7 min 06 s                 |
| 6e                           | Thymen Arensman              | Pays-Bas                     | Team DSM                     | + 8 min 44 s                 |
| 7e                           | Gino Mäder                   | Suisse                       | Bahrain Victorious           | + 11 min 52 s                |
| 8e                           | Sergio Higuita               | Colombie                     | Bora-Hansgrohe               | + 13 min 36 s                |
| 9e                           | José Félix Parra             | Espagne                      | Equipo Kern Pharma           | + 25 min 09 s                |
| 10e                          | Clément Champoussin          | France                       | AG2R Citroën Team            | + 39 min 00 s                |

| Classement du meilleur jeune | Classement du meilleur jeune | Classement du meilleur jeune | Classement du meilleur jeune | Classement du meilleur jeune |
| Coureur                      | Coureur                      | Pays                         | Équipe                       | Temps                        |
| ---------------------------- | ---------------------------- | ---------------------------- | ---------------------------- | ---------------------------- |
| 1er                          | Remco Evenepoel              | Belgique                     | Quick-Step Alpha Vinyl       | 34 h 35 min 50 s             |
| 2e                           | Carlos Rodríguez             | Espagne                      | Ineos Grenadiers             | + 3 min 55 s                 |
| 3e                           | Juan Ayuso                   | Espagne                      | UAE Team Emirates            | + 4 min 53 s                 |
| 4e                           | João Almeida                 | Portugal                     | UAE Team Emirates            | + 6 min 45 s                 |
| 5e                           | Pavel Sivakov                | France                       | Ineos Grenadiers             | + 7 min 06 s                 |
| 6e                           | Thymen Arensman              | Pays-Bas                     | Team DSM                     | + 8 min 44 s                 |
| 7e                           | Gino Mäder                   | Suisse                       | Bahrain Victorious           | + 11 min 52 s                |
| 8e                           | Sergio Higuita               | Colombie                     | Bora-Hansgrohe               | + 13 min 36 s                |
| 9e                           | José Félix Parra             | Espagne                      | Equipo Kern Pharma           | + 25 min 09 s                |
| 10e                          | Clément Champoussin          | France                       | AG2R Citroën Team            | + 39 min 00 s                |

| Classement par équipes | Classement par équipes             | Classement par équipes | Classement par équipes |
| Équipe                 | Équipe                             | Pays                   | Temps                  |
| ---------------------- | ---------------------------------- | ---------------------- | ---------------------- |
| 1re                    | Ineos Grenadiers                   | Royaume-Uni            | 103 h 14 min 01 s      |
| 2e                     | UAE Team Emirates                  | Émirats arabes unis    | + 29 s                 |
| 3e                     | Bahrain Victorious                 | Bahreïn                | + 11 min 31 s          |
| 4e                     | Movistar Team                      | Espagne                | + 12 min 45 s          |
| 5e                     | EF Education-EasyPost              | États-Unis             | + 14 min 02 s          |
| 6e                     | Astana Qazaqstan Team              | Kazakhstan             | + 14 min 09 s          |
| 7e                     | Intermarché-Wanty-Gobert Matériaux | Belgique               | + 16 min 43 s          |
| 8e                     | Jumbo-Visma                        | Pays-Bas               | + 19 min 01 s          |
| 9e                     | Bora-Hansgrohe                     | Allemagne              | + 19 min 51 s          |
| 10e                    | Groupama-FDJ                       | France                 | + 43 min 50 s          |

| Classement par équipes | Classement par équipes             | Classement par équipes | Classement par équipes |
| Équipe                 | Équipe                             | Pays                   | Temps                  |
| ---------------------- | ---------------------------------- | ---------------------- | ---------------------- |
| 1re                    | Ineos Grenadiers                   | Royaume-Uni            | 103 h 14 min 01 s      |
| 2e                     | UAE Team Emirates                  | Émirats arabes unis    | + 29 s                 |
| 3e                     | Bahrain Victorious                 | Bahreïn                | + 11 min 31 s          |
| 4e                     | Movistar Team                      | Espagne                | + 12 min 45 s          |
| 5e                     | EF Education-EasyPost              | États-Unis             | + 14 min 02 s          |
| 6e                     | Astana Qazaqstan Team              | Kazakhstan             | + 14 min 09 s          |
| 7e                     | Intermarché-Wanty-Gobert Matériaux | Belgique               | + 16 min 43 s          |
| 8e                     | Jumbo-Visma                        | Pays-Bas               | + 19 min 01 s          |
| 9e                     | Bora-Hansgrohe                     | Allemagne              | + 19 min 51 s          |
| 10e                    | Groupama-FDJ                       | France                 | + 43 min 50 s          |

## Abandons
Huit coureurs quittent la Vuelta lors de la 10e étape :
- Edoardo Affini (Jumbo-Visma) : non-partant
- Mathias Norsgaard (Movistar) : non-partant, positif au Covid-19[2]
- Jarrad Drizners (Lotto-Soudal) : non-partant, positif au Covid-19[2]
- Ethan Hayter (Ineos Grenadiers) : non-partant, positif au Covid-19[3]
- Sam Bennett (Bora-Hansgrohe) : non-partant, positif au Covid-19[4]
- Harry Sweeny (Lotto-Soudal) : non-partant, positif au Covid-19[5]
- Floris De Tier (Alpecin-Deceuninck) : non-partant
- José Herrada (Cofidis) : non-partant, positif au Covid-19[6]